# Ivy King
Ivy King était la plus puissante bombe nucléaire utilisant uniquement la fission jamais testée par les États-Unis. La bombe a été testée en 1952 par l'administration Truman dans le cadre de l'opération Ivy. Cette série d'essais impliquait le développement d'armes nucléaires très puissantes en réponse au programme d'armement nucléaire de l’Union soviétique.
Le nom choisi pour cet essai, King (roi en anglais), a été retenu parce que ce mot anglais commence par la lettre « K », comme « Kilotons » (kilotonnes en anglais). Alors que l’essai précédent, Mike fut choisi pour la lettre « M », comme « Megatons » (mégatonnes en anglais) ; selon les ordres de grandeur des énergies dégagées par chacun des deux essais.
La fabrication d’Ivy King a été précipitée afin que cet essai soit prêt au cas où son projet frère, Ivy Mike, aurait échoué dans sa tentative de parvenir à une réaction thermonucléaire. Le test Ivy King a effectivement eu lieu deux semaines après Mike. Contrairement à la bombe Mike, le dispositif Ivy King aurait pu théoriquement avoir été ajouté à l'arsenal nucléaire des États-Unis, car il a été conçu pour être livrable par avion.

## Le test
Le 16 novembre 1952 à 11:30 heure locale (15 novembre à 23:30 GMT en Europe) un bombardier B-36H a largué la bombe sur un point à 2 000 ft (~ 610 m) au nord de l’île Runit dans l'atoll Eniwetok des îles Marshall. Elle produisit une explosion de 500 kilotonnes à une altitude de 1 480 ft (~ 450 m). Une étude indique 540 kt.

La hauteur de la tropopause au moment de la détonation était d’environ 17,5 km. Le sommet du champignon atomique atteignit environ 22,5 km, avec la base du champignon atomique à environ 12 km .

## Conception de la bombe
La bombe Ivy King, désigné comme une bombe Mk-18 (en) et nommé Super Oralloy Bomb, a été une version modifiée de la bombe Mk-6D (en). Au lieu d'utiliser un système d'implosion semblable à la Mk-6D, il a utilisé un système à 92 points initialement développé pour le Mk-13. Son cœur d’uranium-plutonium a été remplacé par 60 kg d’uranium hautement enrichi façonné en une sphère à parois minces équivalant à environ quatre masses critiques. La sphère à parois minces était une conception couramment utilisée, qui assurait que les matières fissiles demeuraient sous-critiques jusqu'à l'implosion. 

La sphère d'uranium hautement enrichi a ensuite été enfermée dans un réflecteur de neutrons en uranium naturel. Afin d’empêcher physiquement la sphère d'uranium enrichi de s'effondrer dans un état critique si les explosifs environnants avaient explosé accidentellement, ou si la sphère avait été écrasée à la suite d'un accident d'avion, le centre creux a été rempli d'une chaine faite à partir d'aluminium et de bore, éléments absorbeurs de neutrons. Cette chaine a ensuite été retirée pour armer la bombe.
L’essai Ivy King a été proche du maximum de puissance dégagée envisageable pour une bombe nucléaire utilisant uniquement la fission.
Le concepteur principal de la Super Oralloy Bomb, le physicien Theodore Taylor, est devenu plus tard un partisan du désarmement nucléaire.

## Galerie

La boule de feu d'Ivy King et le champignon nucléaire vus à partir du niveau de la mer.
Le test King, depuis une vue aérienne.
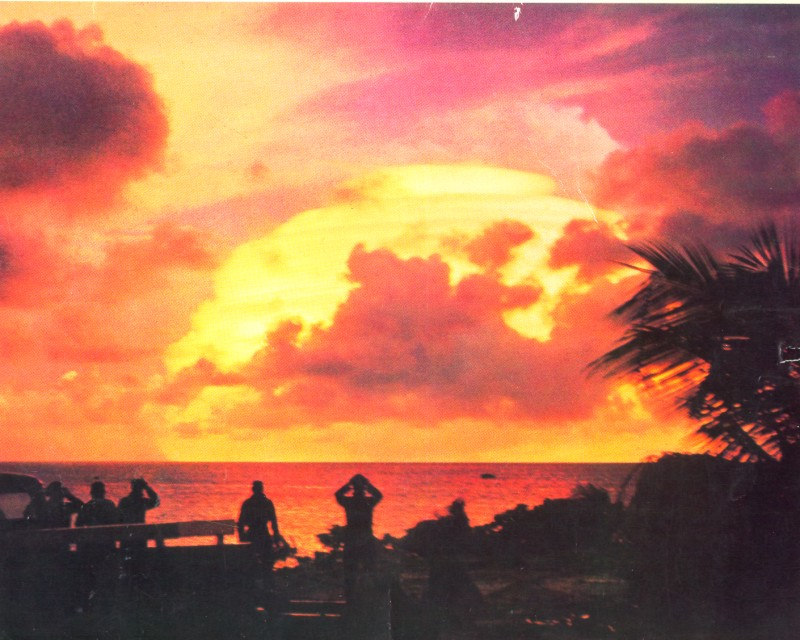
Vue à distance sur un rivage.